# Lemoine Batson
Lemoine (La Moine) Henry Batson, född 6 augusti 1898 i Eau Claire i Wisconsin, död 30 januari 1991 i Hinsdale i Illinois, var en amerikansk backhoppare. Han representerade Eau Claire Ski Club.

## Karriär
Lemoine Batson började tävla i backhoppning 1917. Han kvalificerade sig för det amerikanska landslaget och deltog i olympiska vinterspelen 1924 i Chamonix i Frankrike. Han slutade där på en 14:e plats. Batson var med i det amerikanska backhoppningslaget till olympiska vinterspelen 1932 på hemmaplan i Lake Placid, men han startade aldrig i tävlingen.
Lemoine Batson längsta hopp i karriären var tangeringen av backrekordet i Westby i Wisconsin 1925 då han hoppade 183 feet (ungefär 56 meter).
Efter avslutad aktiv idrottskarriär var Batson verksam inom amerikanska skidförbundet (Central US Ski Association) och var förbundets förste ordföranden och senare president i perioden 1939–1940. Batson invaldes i U.S. Ski and Snowboard Hall of Fame 1969. 1988 invaldes Lemoine Batson i Eau Claire Ski Club's Hall of Fame. Lemoine Batson avled i Hinsdale Hospital i Illinois den 30 januari 1991, 92 år gammal.